# Tom Tavares
Tom Tavares (Tarrafal, 12 giugno 1987) è un calciatore capoverdiano, centrocampista svincolato.